# Pagodenwald

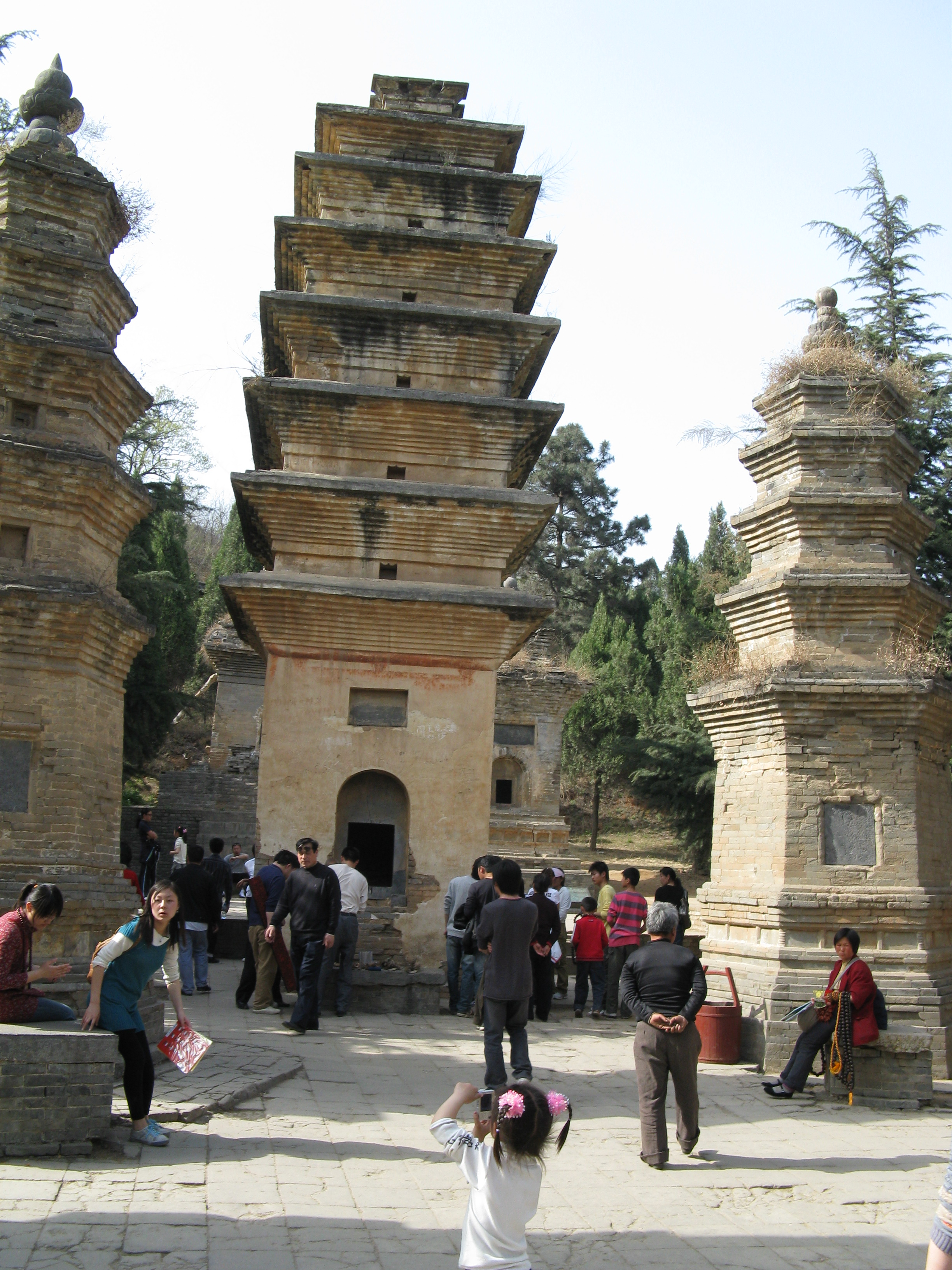
Pagodenwald des Shaolin-Klosters

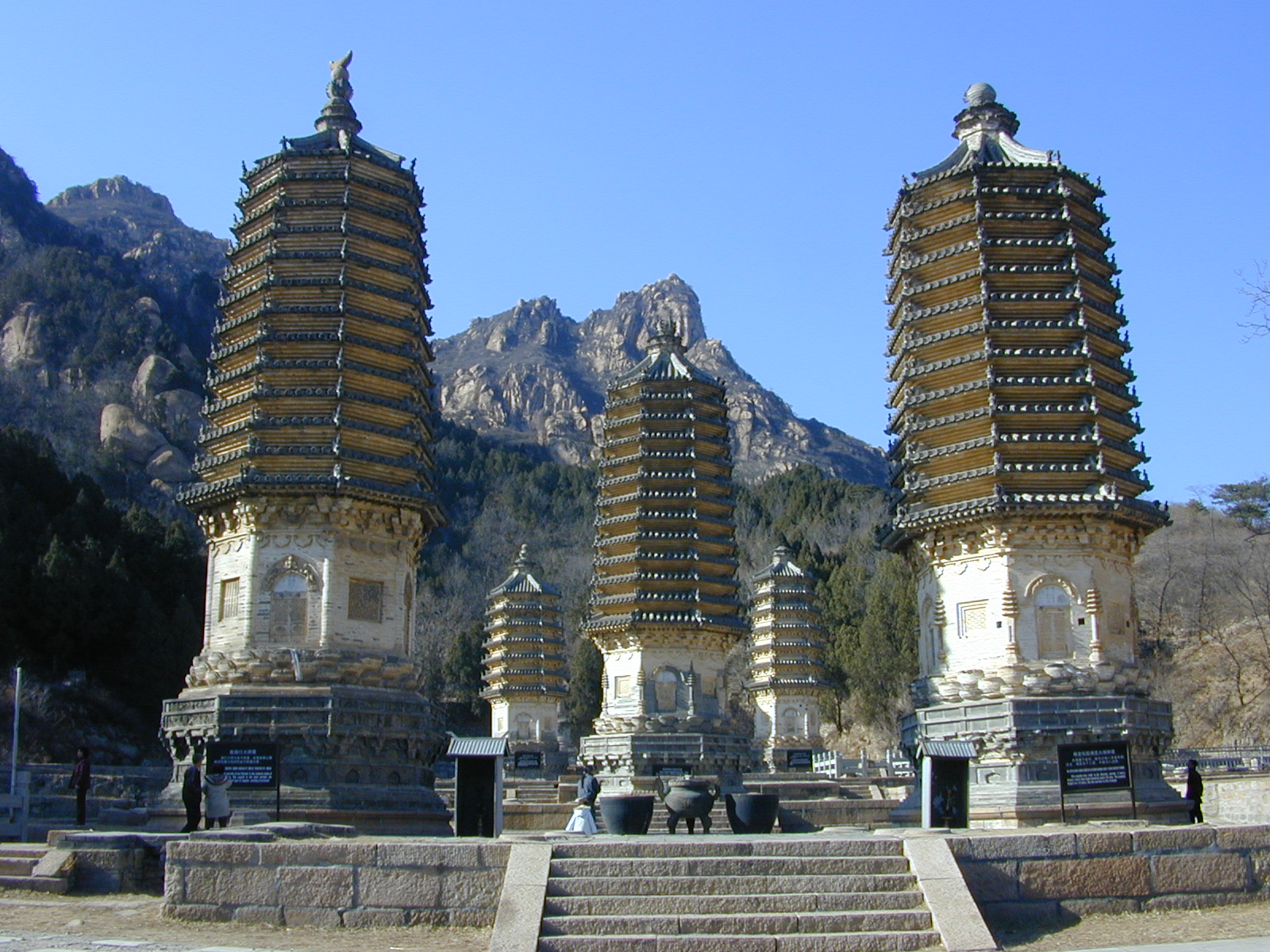
Yinshan-Pagodenwald

Unter dem Wort Pagodenwald (chinesisch 塔林, Pinyin tǎlín, englisch Pagoda Forest) wird im Chinesischen eine Ansammlung von Pagoden verstanden. Berühmte Pagodenwälder sind der Pagodenwald des Shaolin-Klosters in Dengfeng in der Provinz Henan und der Yinshan-Pagodenwald im Pekinger Stadtbezirk Changping.
Unter dem Sammelbegriff der Sechs großen Pagodenwälder Chinas werden die Pagodenwälder des Shaolin-Klosters (Henan), des Fengxue-Klosters (Henan), des Lingyan-Klosters (Shandong), des Shentong-Klosters (Shandong), des Qiyan-Klosters (Shanxi) und der Qingtongxia-Pagodenwald (Ningxia) zusammengefasst.
Unter dem Sammelbegriff der Vier großen Pagodenwälder Chinas werden die Pagodenwälder des Shaolin-Klosters (Henan), des Lingyan-Klosters (Shandong), des Fengxue-Klosters (Henan) und der Qingtongxia-Pagodenwald (Ningxia) zusammengefasst.

## Übersicht
- Pagodenwald des Shaolin-Klosters (Shaolin si ta lin 少林寺塔林), Dengfeng, Provinz Henan
- Yinshan-Pagodenwald (Yinshan talin 银山塔林), Stadtbezirk Changping, Peking
- Pagodenwald des Wanshou-Tempels[4] (Wanshou si talin 万寿寺塔林), Pingshan, Provinz Hebei
- Pagodenwald des Zhenru-Tempels[5] (Zhenru si talin 真如寺塔林), Yongxiu, Provinz Jiangxi
- Fengxue-Tempel und Dagoben-Wald[6] (Fengxue si ji talin 风穴寺及塔林)[7], Ruzhou, Provinz Henan
- Pagodenwald des Lingyan-Tempels (Lingyan si talin 灵岩寺塔林), Stadtbezirk Changqing von Jinan, Provinz Shandong
- Pagodenwald des Shentong-Klosters (Shentong si talin 神通寺塔林), Licheng, Provinz Shandong
- Pagodenwald des Qiyan-Klosters (Qiyan si talin 栖岩寺塔林), Yongji, Provinz Shanxi
- Qingtongxia-Pagodenwald (Qingtongxia talin 青铜峡塔林), Qingtongxia, Ningxia
- Xingtai-Pagodenwald (Xingtai talin 邢台塔林), Xingtai, Provinz Hebei
- Pagodenwald des Fawang-Tempels[8] (Fawang si talin 法王寺塔林) Dengfeng, Zhengzhou, Provinz Henan
- Wutai-Shan-Pagodenwald[9] (Wutai Shan talin 五台山塔林) bzw. Pagodenwald des Foguang-Klosters (Foguang si talin 佛光寺塔林), Wutai, Provinz Shanxi